# Vicente Rondón
Vicente Rondón est un boxeur vénézuélien né le 29 juillet 1938 à Río Chico et mort le 28 décembre 1992.

## Carrière
Champion du Venezuela des poids mi-lourds en 1969, il remporte le titre vacant de champion du monde WBA de la catégorie le 27 février 1971 en battant par KO à la 6e reprise Jimmy Dupree. Rondón conserve son titre contre Piero Del Papa, Eddie Jones, Gomeo Brennan et Doyle Baird mais perd au second round contre Bob Foster le 7 avril 1972 lors d'un combat de réunification des ceintures WBA et WBC. Il met un terme à sa carrière en 1974 sur un bilan de 39 victoires, 15 défaites et 1 match nul.